# Zale declarans
Zale declarans là một loài bướm đêm trong họ Erebidae.